# هانتسویل (کنتیکت)
هانتسویل (به انگلیسی: Canaan) یک منطقهٔ مسکونی در ایالات متحده آمریکا است که در کنتیکت واقع شده‌است. هانتسویل ۸۶٫۰۸ کیلومتر مربع مساحت و ۱٬۰۸۰ نفر جمعیت دارد و ۲۰۰ متر بالاتر از سطح دریا واقع شده‌است.